# Marcipopsis bicolor
Marcipopsis bicolor là một loài bướm đêm trong họ Noctuidae.